# Fire Emblem
A Fire Emblem (ファイアーエムブレム; Hepburn: Faiā Emuburemu) egy taktikai RPG széria, fejlesztője az Intelligent Systems, kiadója a Nintendo. 

## Története
Legelőször a Family Computer (Famicom) játékkonzolon adták ki. A termék 13 eredeti játékból, három átdolgozásból, és két spin-off-ból áll, amik többféle játék konzolon játszhatóak. A kitalálói által egyféle „szerepjáték szimuláció”-ként volt leírva, a játék menete karakterek taktikai mozgatása körül forog négyzet-alapú környezetben, olyan történettel és karakterekkel belevegyítve, amik hasonlítanak egy hagyományosabb szerepjátékéhoz.

## Jellemzői
A játékmenet fontos aspektusa a karakterek harcban történő permanens halála, eltávolítva őket a játék további részéből, ha az ellenfél felülkerekedik rajtuk. 
A széria címe egy szimbolikus tárgyra, a Tűz Jelképre (Fire Emblem) utal, ami általában egy uralkodó család által őrzött fegyver vagy pajzs, a háború és a sárkányok erejét jelképe, s ami visszatérő eleme a franchise-nak. Az első játék fejlesztése egy ön kiadású projektként indult Shouzou Kaga és három másik fejlesztő által. Sikere a széria további címeinek tervezésére buzdította készítőit. Kaga vezette mindegyik fejlesztését a Thracia 776-ig bezáróan, amikor is elhagyta a céget és megalapította saját játék stúdióját, hogy a Tear Ring Saga megalkotásába kezdjen.
Japánon kívül egyik terméket sem adták ki, egészen addig, amíg két karakter, Marth és Roy, bele nem került a 2001-es Super Smash Bros. Melee videójátékba. A népszerűségük végül meggyőzte a Nintendo-t, hogy a következő játékot, a The Blazing Blade-t, Nyugaton is jelentessék meg Fire Emblem néven 2003-ban. A Fire Emblem eladások terén kedvezően szerepelt, még a 2000-es években történt hanyatlás ellenére is, ami majdnem véget vetett a szériának. Az egyedi kiadásokat általában elismerés övezte, és a szériát, mint egészt a taktikai RPG műfaj származtatójának tartják.

## Videójátékok
A Fire Emblem Fates fejlesztőivel folytatott interjú szerint jelenleg tizenöt játék tartozik a Fire Emblem szériához, a korábbiak újrafeldolgozásait is beleértve. Csak az eredetieket számolva, eddig tizenkét játék van a szériában.

### Fő széria
A széria első tagja, a Fire Emblem: Shadow Dragon and the Blade of Light, 1990-ben került kiadásra a japán Family Computer játékkonzolra, bemutatva a széria alap mechanikáját. A második alkotás, ami az első játékban történt események közben játszódik, Fire Emblem Gaiden néven került kiadásra 1992-ben. 1994-ben, Fire Emblem: Mystery of the Emblem következett, ami amellett, hogy a Shadow Dragon and the Blade of Light újradolgozása volt, még egy folytatást is tartalmazott az első játék történetéhez. Ez a Super Famicom konzolon volt játszható. Még két játék jött ki a Super Famicom-ra 1996-ban, illetve 1999-ben: Fire Emblem: Genealogy of the Holy War and Fire Emblem: Thracia 776.
Ezeket követte a Fire Emblem: The Binding Blade 2002-ben, amit a Game Boy Advance játék konzolon adtak ki, eredetileg Maiden of the Dark néven hirdetve. A Binding Blade előzménye, The Sword of Flame, a következő évben jött ki a Game Boy Advance-re. Ez a tengeren túl Fire Emblem címen jött ki. 2003-ban adták ki Észak-Amerikában és 2004-ben Európában. Az utolsó játék a Game Boy Advance-re, Fire Emblem: The Sacred Stones, Japánban 2004-ben, Észak-Amerikában és Európában pedig 2005-ben került kiadásra.
A következő alkotás, Fire Emblem: Path of Radiance, 2005-ben lett kiadva a GameCube konzolra világszerte. Ez volt az első Fire Emblem, amiben 3D grafika, szinkron és teljes mozgású animált cutscene-ek voltak. Közvetlen folytatása volt a Path of Radiance játéknak a Fire Emblem: Radiant Dawn, amit 2007-ben adtak ki a Wii-re Japánban és Észak-Amerikában, és 2008-ban Európában.
Ezek után jött Fire Emblem Awakening, amit Japánban 2012-ben, Észak-Amerikában és Európában pedig 2013-ban adtak ki a Nintendo 3DS konzolra. A 3DS-re kijövő második játék a Fire Emblem Fates volt, ami Japánban 2015 júniusában, Észak-Amerikában 2016 februárjában, Európában és Ausztráliában 2016 májusában lett kiadva. Több verziója van: két fizikai verzió, Birthright és Conquest, és egy harmadik út, Revelation, ami letölthető tartalom (DLC).
Ezek után 2019-ben kijött a Nintendo Switch konzolra a Fire Emblem: Three Houses, ami az első otthoni konzolon játszható Fire Emblem a Radiant Dawn óta.

### Remake-ek és spin-off-ok
Egy kiterjesztett remake-je az első játéknak, Fire Emblem: Shadow Dragon néven jött ki a Nintendo DS konzolra 2008-ban Japánban és Európában, valamint 2009-ben Észak-Amerikában. Visszaállítva a tartalmat, amit kivágtak az első játékból, amikor átdolgozták „Mystery of the Emblem”-ben, Shadow Dragon hasznosítja a DS játék funkcióit és további sztori elemeket tartalmaz. Egy második újradolgozás is készült 2010-ben a DS-re, Fire Emblem: New Mystery of the Emblem címmel. A Shadow Dragon-hoz hasonlóan ez is egy bővített remake volt, viszont ez nem került kiadásra Nyugaton. Gaiden újradolgozása Fire Emblem Echoes: Shadows of Valentia címen jelent meg világszerte a 3DS-re 2017-ben.

## Gyakori elemek

### Setting
A Fire Emblem játékok több középkori vagy reneszánsz témájú, egymástól független korszakban játszódik, ahol a fő történet a főszereplőre, általában egy uralkodói család tagjára összpontosul, aki egy kontinens két vagy több országának konfliktusába keveredik, a saját ügyükért harcolva, míg végül le kell győzniük a játék fő gonoszát. Shadow Dragon, Blade of Light, Gaiden, Mystery of the Emblem és Awakening Archanea és Valentia kontinensein játszódik, de az Awakening eseményei az sok évezreddel a többi játék után zajlódik. Genealogy of the Holy War és Thracia 776 Jugdral, míg a Fire Emblem (Japánban Rekka no Ken) és a Binding Blade Elibe, Sacred Stones Magvel földjein, Path of Radiance és Radiant Dawn pedig Tallius kontinensén játszódik.
A szériában visszatérő elem a címszereplő Fire Emblem, egy varázserővel bíró tárgy. Shadow Dragon-ban és Blade of Light-ban ez egy pajzs öt mágikus drágakő berakással. Neve a sárkányokkal és a háború fegyvereivel való kapcsolatából fakad, mivel ez a „láng jelképe”. Ezen kívül sok különféle formában is megjelenik a többi játékban: családi címerként a Genealogy of the Holy War-ban, családi pecsétként a The Binding Blade történetében, mágikus drágakőként a The Sacred Stones-ban, míg végül a Path of Radiance világában a káosz istennőjét magában hordó bronz medallionként ölt alakot. Más mágikus elemek, köztük viszálykodó istenek és misztikus fajokkal (mint például sárkányok és alakváltók) való konfliktus, szintén visszatérő dolgok a szériában.

### Játékmenet
A Fire Emblem szériát készítői „szerepjáték szimulátor”-ként írták le, kombinálva a taktikai szimulációs játémódot a szerepjáték cselekményével és karakterfejlődésével, létrehozva a karakterekkel való kapcsolat olyan érzetét, amely az ez előtti taktikai játékokban még nem szerepelt. Battles in the Fire Emblem series play out on a grid-based map, with the player controlling a set number of characters across maps tied to both the game's story and optional side stories. A Fire Emblem-ben a csaták egy rács alapú térképen történnek, ahol a játékos meghatározott számú karaktereket irányít olyan térképen, ami a játék történetéhez és választható mellék történeteihez kapcsolódik. Minden karakternek van egy bizonyos karakter osztálya (character class), amely adott képességekkel jár és meghatározza milyen messze tudnak mozogni a mezőn. Néhány ilyen karakter osztály sajátos képessgekkel rendelkezik és minden karakter saját class-el (pl. Íjász, Zsoldos, Mágus, Lovag stb.) és stat-okkal (Erő, Gyorsaság, Védelem stb.) rendelkezik. A játéktól függően egy karakter class-e módosítható vagy fejleszthető speciális tárgyakkal vagy azok nélkül. A harc során minden karakter tapasztalat pontokat (EXP) szerez bizonyos akciók végrehajtásával, például ellenség megtámadásával, szövetséges gyógyításával és egy ellenség megölésével (ami általában a legtöbb tapasztalat pontot adja). Amikor elér egy bizonyos szintet, a karakterek szintje megnő (level up), ami új készség pontok (skill points) adódnak véletlenszerűen a karakter attribútumaihoz, legyen az a karakter maximum élete, gyorsasága vagy ereje. Minél többet használnak egy karaktert a csatában, az annál több tapasztalat pontot szerez.
A küzdelem egyik legfontosabb eleme a Genealogy of the Holy War óta, a Fegyver Háromszög, egy rendszer, amely az egyes fegyverek és mágia típusok egymással szemben lévő erősségeiket és gyengeségeiket határozza meg egy Kő, Papír, Olló stílusban. A fegyvereknél a lándzsák erősebbek a kardoknál, a kardok erősebbek a fejszéknél, és a fejszék erősebbek, mint a lándzsák. A mágiánál a tűz erősebb a szélnél, a szél erősebb a villámnál, és a villám erősebb a tűznél. Fates a következő módon ad hozzá más fegyvereket a Fegyver Háromszöghöz: a kard és a mágikus könyv erősebb a fejszénél és az íjnál, a lándzsa és a suriken veszít a fejsze és az íj ellen, míg a kard és a varázskötet alul marad a lándzsával és a surikennel szemben stb. Több játék is használ fegyver-tartóssági rendszert (Weapon Durability): bizonyos számú alkalommal történő használat után a karakter fegyvere eltörik. A különböző játékoknak különböző rendszerei vannak a karakterek fegyvereivel kapcsolatban: Genealogy of the Holy War-ban a fegyvereket különleges boltokban lehet megjavítani; Path of Radiance és az utána következő játékokban a fegyverek megvásárolhatók és fejleszthetők, míg Fates-ben a tartóssági rendszert olyan rendszerrel váltja fel, ahol az erősebb fegyverek gyengítik a használóik stat-jait.
A csatán belül és kívül a karakterek egymással való kapcsolata, a csatatéren és azon kívül történő interakciók során kialakítható. Ahogy ezek a kapcsolatok erősödnek, bizonyos képességek a csatában is megerősödnek. A Genealogy of the Holy War-ban bevezetett és későbbi játékokban is használt funkció a kapcsolatok egyik aspektusa volt. A játékban, ha egy nő és férfi szereti egymást, akkor gyerekük lesz, aki örökölni fog bizonyos képességeket és stat-okat a szüleitől. A széria egyik ismétlődő tulajdonsága a állandós halál, egy funkció, amely a harcban legyőzött egységeket, csak nagyon kevés kivétellel (a főszereplő, a történethez kulcsfontosságú szereplők), véglegesen eltávolítja a játék többi részéből. A Fire Emblem: New Mystery of the Emblem-ben egy új Casual módot adtak hozzá a játékhoz, amelyben a meghalt karakterek újjáéledtek a csata végén. Fates emellett még hozzáadott egy Főnix módot, ahol az egyik körben megölt karakterek új életre kelnek a játékos következő körében. Még egy ujdonság Fates-ben a My Castle (az én kastélyom magyarul), egy testreszabható kastély, amely a játék során a játékos főhadiszállásaként szolgál.

## Fordítás
Ez a szócikk részben vagy egészben  a   Fire_Emblem című angol Wikipédia-szócikk ezen változatának fordításán alapul.  Az eredeti cikk szerkesztőit annak laptörténete sorolja fel. Ez a jelzés csupán a megfogalmazás eredetét és a szerzői jogokat jelzi, nem szolgál a cikkben szereplő információk forrásmegjelöléseként.